# Immeuble de la Banque d'épargne de Vračar
L'immeuble de la Banque d'épargne de Vračar (en serbe cyrillique : Дом Врачарске штедионице ; en serbe latin : Dom Vračarske štedionice) est situé à Belgrade, la capitale de la Serbie, dans la municipalité urbaine de Stari grad. Construit en 1906, il est inscrit sur la liste des biens culturels de la ville de Belgrade.

## Présentation
L'immeuble de la Banque d'épargne de Vračar, situé 9 rue Kralja Milana, a été construit en 1906 d'après un projet de l'architecte Danilo Vladisavljević, assisté de l'ingénieur Miloš Savčić. La banque a été conçue comme un immeuble d'angle à trois étages. La façade principale relève dans son ensemble de l'architecture académique, avec des réminiscences de l'architecture néorenaissance et du néobaroque allemand.
Le rez-de-chaussée est distribué autour de grands portails, tandis que l'entrée principale est ornée d'une structure en chêne, surmontée par des fenêtres soulignées par des tympans, des pilastres et des décorations plastiques qui animent la façade. La façade principale, qui forme un arrondi d'angle, est également ornée de terrasses au premier et au second étage ; elle est surmontée d'un dôme porté par un tambour. La corniche supérieure est couronnée par une balustrade qui parachève la décoration du bâtiment.